# Mastophora haywardi
Mastophora haywardi là một loài nhện trong họ Araneidae.
Loài này thuộc chi Mastophora. Mastophora haywardi được miêu tả năm 1946 bởi Birabén.